# BMW E32
BMW E32 — второе поколение BMW 7-й серии. Автомобиль был представлен в сентябре 1986 года. Модель продемонстрировала все достижения BMW и задала новый курс для остальных производителей машин класса F.
Первой автолюбителям была предложена «семёрка» с 3.4-литровым 6-цилиндровым двигателем M30, который выдавал 218 л. с. (211 л. с. с каталитическим нейтрализатором). В этом же году появилась и удлинённая на 114 мм версия 735iL. Машина сильно отличалась от предшественницы. Приборы стали более удобными, панель приборов более эргономична. Отделка салона и культура производства были выведены на принципиально новый уровень.
В 1987 году были представлены версии 730i, 750i и 750iL. Машины с двигателями M30 3 и 3.4 литра комплектовались 4-ступенчатыми автоматическими трансмиссиями с ручным переключением передач. На машины с двигателем M70, который имел схему V12 ставили только трансмиссию с электрогидравлическим управлением. Версия 750i/iL стала первым БМВ на который установили электронный ограничитель скорости в 250 км/ч.
Тормоза всех версий дисковые, передние вентилируемые, передние 302 мм, задние 300 мм вентилируемые для версий 740i и 750i, либо 300 мм не вентилируемые для версий 730i и 735i. Для некоторых версий 750i/iL передние тормозные суппорты были 4-х поршневые, а также диски диаметром 324 мм, задние при этом не были изменены и остались 300 мм. Примечательно, что данные тормозные системы устанавливались только на автомобили для рынка Германии и Австрии.
Подвеска и рулевое управление не претерпела радикальных изменений по сравнению с таковой на 5-series в кузове Е28. Принципиально другими стали лишь опоры амортизаторов и способ крепления к заднему подрамнику редуктора (который мог быть как со свободным так и с самоблокирующимся дифференциалом), который теперь имел сайлентблок и ШРУС спереди. Подвеска полностью независимая и спереди и сзади. Спереди классическая двухрычажная от БМВ со стабилизатором поперечной устойчивости, сзади независимая на диагональных рычагах с плавающими сайлентблоками и стабилизатором. Рулевое — рулевой редуктор и рулевая трапеция, как стандартного типа, так и с системой Servotronic — делающим руль почти невесомым на минимальных скоростях, облегчая парковку. Рулевая колонка регулировалась как механически по вылету, так и электрически либо только по вылету, либо и по вылету, и по наклону.
Объём топливного бака в зависимости от комплектации мог составлять 90 или 102 литра. Объём багажника — 500 литров. Он очень большой по площади и не слишком большой по высоте. Существенным недостатком является большая погрузочная высота, выше уровня задних фонарей. В связи с этим дотянуться до задней стенки багажника весьма непросто. Такая схема впоследствии больше не применялась.
Новая модель отличалась высоким качеством сборки. Благодаря этому и высокотехнологичным двигателям в салоне не было слышно шума.
В марте 1992 года был проведен небольшой рестайлинг. В основном это были изменения в отделке салона (дерево инкрустированное другой породой, деревянная передняя пепельница и слегка другой пошив кожаных сидений), а самое главное — гамма двигателей была дополнена двумя двигателями V8 объёмом 3 и 4 литра, которые агрегатировались с 5-ступенчатыми автоматическими трансмиссиями или 5-ступенчатой механической коробкой (только 3 литра). Версия 735i была снята с производства, в то время, как модель 730i выпускалась как с двигателем V8, так и со старой рядной шестёркой вплоть до окончания производства серии E32. Фактически версия 3,4  литра двигателя M30B34 имела почти идентичные показатели с более технологичным двигателем M60 3 литра, и была заменена. Внешне новые машины с V8 отличались широкими «ноздрями» (аналогично версии 750i/iL), а также слегка измененными передними бамперами (в нижней части). Шестицилиндровая версия 730i внешне не изменилась.
По желанию заказчика любой автомобиль, кроме базовой комплектации, мог быть дооснащён любым количеством дополнительных опций. Были доступны различные варианты отделки салона: 1 вариант отделки тканью различных цветов, 1 вариант отделки велюром различных цветов, а также 2 варианта сортов кожи: мягкая (Nappa), а также толстая полуанилиновая кожа индийского водяного буйвола арни (Water Buffalo) всевозможных цветов. Кожаная отделка могла быть как частичной (сидения, подлокотники), так и полной (включая дверные панели, ручки, бардачки и центральные консоли). Деревянная отделка салона также могла быть двух типов — стандартная (Bubinga) и т. н. «исполнение из ценных пород дерева» (Nussbaum — корень ореха). Так же были доступны различные опции, расширяющие функциональность автомобиля и комфорт при вождении. Их перечень был достаточно широк. Сидения с памятью и электроприводом, электрорегулировка поясничной опоры, подогревы. Для версий Long существовала опция раздельной регулировки заднего дивана, обогрев его, а также автоматические задние подголовники, выезжающие при защёлкивании ремня безопасности. Любая версия могла комплектоваться задней гидравлической подвеской с автоматическим поддержанием уровня, вне зависимости от загрузки автомобиля. Позже стала доступна опция EDC — выбор режима работы амортизаторов — комфорт либо спорт. С конца 1990 года стала доступна опция «стеклопакет», включающая двойные боковые стекла а также двойное заднее. Система отопления была либо обычная двухзонная, либо двухзонный климат с кондиционером, а также в климате могла дополнительно присутствовать опция «контроль загрязнённости воздуха». С помощью специального датчика система контролировала уровень пыли и содержания вредных примесей и в случае превышения — перекрывала забор воздуха снаружи включая рециркуляцию. Также впервые стали доступны системы переднего и заднего парктроников с ультразвуковыми датчиками, ставшими в дальнейшем стандартом для всех производителей (в отличие от выдвижных антенн у Mercedes). Впервые в истории была применена технология линзованной оптики (у Е32 и Е34 даже в противотуманных фарах) а также первая в мире серийная система ксенонового света первого поколения (патент БМВ). Можно было заказать омыватель как фар, так и противотуманных фар. Система бортовой диагностики претерпела значительные изменения, вместо сигнальных ламп, информация стала выводиться на приборную панель в текстовом виде. Кроме сообщений о неисправностях и уровне жидкостей туда же выводилась вспомогательная информация вроде незакрытых дверей, багажника, капота, затянутом стояночном тормозе, перегреве мотора, не выключенных габаритах и т. д. Можно было дозаказать «зимние» опции: обогрев зеркал, форсунок омывателя, личинок замков, программируемую систему Webasto, работающую на бензине.
Аудиосистема могла быть стандартной (6 динамиков), так и Hi-Fi (10 динамиков и усилитель).
Что касается систем безопасности, то изначально опционально предлагалась только подушка безопасности водителя. С 1992 года возможно было заказать эту опцию и для переднего пассажира. Все автомобили штатно оснащались системой ABS. За доплату можно было дозаказать систему EML — система которая ограничивает мощность двигателя при заносе или пробуксовке с помощью электрической дроссельной заслонки двигателя. После рестайлинга появились системы ASС, которая так же могла быть доукомплектована редуктором с автоматической блокировкой дифференциала в случае пробуксовки одного из колёс и ASC+T. Последняя была первой серийной системой полноценного трекшен-контроля у БМВ. Серийно все машины оснащались электроприжимом дворников в зависимости от скорости движения, обогревом лобового стекла в зоне щеток, электроприводами (с дожимом, даже когда автомобиль запирался ключом) всех стёкол и зеркал. Впервые в истории БМВ, за работу электросистем отвечали специальные модули — модуль света, модуль комфорта, главный модуль и т. д. Впоследствии это станет стандартом для всех моделей.
Покупателям также предлагалась комплектация Highline. В этой комплектации были установлены встроенный, холодильник, 4-х зонный климат-контроль, а также могли быть установлены телефон, факс, возможность управления аудиосистемой с заднего кресла, подножки для задних пассажиров, а также столы, выдвигающиеся из передних кресел. Часто весь салон был отделан кожей, как правило Water Buffalo. Эта комплектация была доступна только в версии 750iL. В автомобиле только 4 места.
Кузовные ателье помимо седанов выпускали лимузины, а также универсалы. Последние в основном использовались в качестве катафалков. Была разработана и построена модель с двигателем V16 на базе двенадцатицилиндрового двигателя M70. В серию такая машина не пошла, однако была полностью готова к работе. В данный момент она находится в музее BMW Classic (не основная экспозиция, находящаяся поодаль).
В заводских условиях выпускались и бронированные версии, вплоть до класса B6. Эти версии оснащались передними стеклоподъёмниками, чем могли похвастаться не многие броневики, системой пожаротушения, переговорным устройством и многими другими специальными аксессуарами.
На момент выхода на рынок Германии стоимость базового седана 730i составляла 57 000 DM, а 735i — около 75 000 DM. Вышедшая в 1987 году флагманская удлиненная 750iL стоила около 130 000 DM.
В целом автомобиль получился крайне удачным и инновационным и даже революционным. Настоящий флагман компании, сосредоточение новейших разработок и технологий, которые нашли своё применение и развитие во всех последующих моделях марки BMW. Одна из самых удачных моделей концерна Е34 фактически являлась упрощенной и удешевленной версией Е32 с меньшими габаритами. Многие элементы подвески, двигателя, а также некоторые части салона взаимозаменяемы.

## Двигатели
| Модель                                     | 730i         | 730i         | 730i     | 735i     | 740i     | 750i     |
| Код двигателя                              | M30B30 306KA | M30B30 306EA | M60B30   | M30B34   | M60B40   | M70B50   |
| Тип двигателя                              | R6           | R6           | V8       | R6       | V8       | V12      |
| Объём двигателя, см³                       | 2986         | 2986         | 2997     | 3430     | 3982     | 4988     |
| Максимальная мощность, л. с./об. мин.      | 188/5800     | 197/5800     | 218/5800 | 211/5600 | 286/5800 | 300/5200 |
| Максимальный крутящий момент, Н·м/об. мин. | 260/4000     | 275/4000     | 290/4500 | 305/4000 | 400/4500 | 450/4100 |
| Клапанов на цилиндр                        | 2            | 2            | 4        | 2        | 4        | 2        |
| Степень сжатия                             | 9 : 1        | 9.2 : 1      | 10.5 : 1 | 9 : 1    | 10 : 1   | 8.8 : 1  |

## Alpina B12
В 1988 году компания Alpina представила модель B12 5.0, построенную на базе BMW 7 серии (BMW E32), ставшую первым серийным автомобилем Alpina с двигателем V12. В предыдущей модели — B11 — использовался восьмицилиндровый двигатель объёмом 3,5 и 4,0 л. У Alpina B12 объём двигателя не изменился по сравнению со стандартным мотором BMW M70 V12, и был основан на базе в то время недавно представленной модели 750i/iL. Внешние изменения включили в себя появление спойлера на переднем бампере, установку 17-дюймовых многоспицевых легкосплавных дисков, возможность выбора специальных цветов, установку значка «B12 5.0» сзади и тонкой полоски Alpina. Дизайн интерьера подбирался индивидуально с учётом технических требований клиента, которые варьировались от широкого спектра вариантов обивки, рулевого колеса и ручек переключения передач до детских кресел. Стандартные элементы интерьера которые помимо вышеупомянутых изменений, были сохранены, включали в себя: комбинацию приборов Alpina со специальным спидометром, размеченным до 300 км / ч (186 миль / ч) и значок «luxurious amenities», который остался от стандартного 750i/iL. Каждый B12 5.0 был оснащен специальной табличкой, размещённой в салоне, со специальным идентификационным номером.
Механические изменения включали в себя: увеличение мощности двигателя до 257 кВт (349 л.с., 345 л.с.) и 470 Нм (347 фунт-фут) крутящего момента при 4000 об / мин. Двигатель работал с 4-ступенчатой автоматической коробкой передач производства ZF Friedrichshafen и имел изменённые передаточные числа. Также на автомобилях устанавливались улучшенные пружины с амортизаторами Bilstein спереди и амортизаторами Fichteil & Sachs сзади.
Механические усовершенствования позволили B12 5.0 разгоняться до 100 км / ч (62 мили в час) с места за 6,9 секунды и достигать максимальной скорости в 275 км / ч (171 миль в час). Производство B12 5.0 было прекращено в 1994 году, после остановки производства BMW в кузове E32.